# Jean-Pierre Chauveau
Pour les articles homonymes, voir Chauveau.
Jean-Pierre Chauveau est un homme politique français, sénateur, membre du groupe UMP, né le 8 novembre 1942. 

## Biographie
Il a siégé comme sénateur de la Sarthe du 2 novembre 2004 au 28 juin 2005 puis l'est redevenu le 18 juin 2007 après la nomination en mai 2007 de François Fillon (dont il était suppléant) comme Premier ministre.

## Mandats
- Maire de Commerveil
- Vice-président du conseil général de la Sarthe, élu du canton de Mamers
- Président de la Communauté de communes du Saosnois